# Hans Betcke
Hans Betcke (* 18. September 1919 in Königsberg; † 1992 in Berlin) war ein deutscher Maler und Grafiker.

## Leben und Werk
Betcke studierte Malerei an der Hochschule für Bildende Künste in Berlin. Nach der Teilnahme am Zweiten Weltkrieg ließ er sich in Ostberlin als freischaffender Künstler nieder. Seit den 1950er Jahren Illustrierte er eine große Anzahl von Büchern insbesondere für die Berliner Verlage Junge Welt, Kinderbuchverlag, Kultur und Fortschritt, Neues Leben, Volk und Wissen, den Verlag des Ministeriums des Innern und den Verlag des Ministeriums für Nationale Verteidigung.
Er arbeitete auch als Pressezeichner und Karikaturist. Als Comiczeichner arbeitete er vor allem für die Kinderzeitschriften Atze, Trommel und Frösi. 1985 veröffentlichte die ABC-Zeitung mit Winnetou den einzigen DDR-Comic, der auf einem Text von Karl May basiert. Bei der Tageszeitung Junge Welt arbeitet Betcke u. a. mit Jürgen Kieser zusammen. Daneben schuf er auch Tafelbilder und andere Arbeiten der freien Kunst.
Betcke war bis 1990 Mitglied des Verbands Bildender Künstler der DDR.

## Fotografische Darstellung Betckes
- Christian Borchert: Der Maler Hans Betcke vor mehreren seiner Werke (1975; aus der Serie Künstlerporträts)[3]

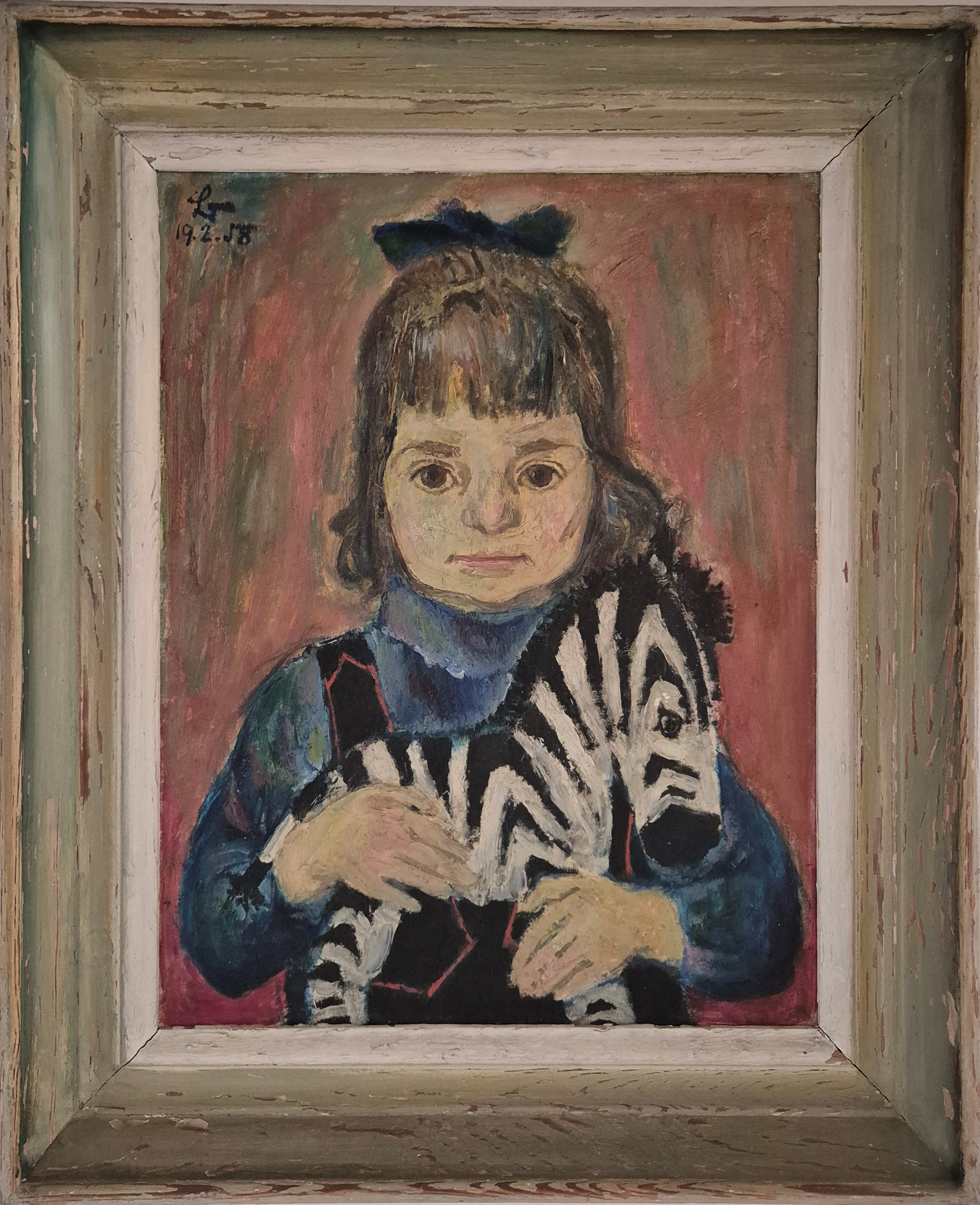
Hans Betcke: Andrea 1958

## Werke (Auswahl)
- Gerda (Öl, 1952)[4]
- Andrea (Öl, um 1958)
- Vive la commune (Öl, 85 × 200 cm, 1971; Kunstarchiv Beeskow)
- Koreanische Mutter (Zeichnung, 1953)[5]

## Teilnahme an Ausstellungen (Auswahl)
- 1952: Bautzen, Görlitz und Zittau (Wanderausstellung „Berliner Künstler“)
- 1960 bis 1986: Berlin: mehrere Bezirkskunstausstellungen
- 1977 und 1983: Leipzig („Kunst und Sport“)